# Немцы на Украине

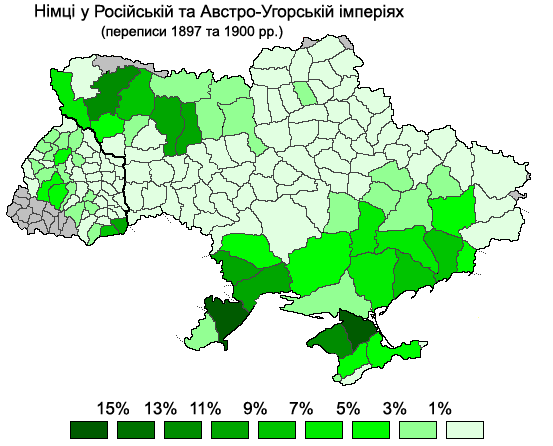
Немцы на территории Российской и Австро-Венгерской империи (современная Украина)

Немцы на Украине, или Украинские немцы (нем. Ukrainedeutsche, укр. Українські німці) — представители немецкого народа, проживающие на территории современной Украины. Являются одним из национальных меньшинств Украины. По данным переписи 2001 года, в стране насчитывалось около 33 тысяч немцев.

## История

### До XVIII века
Ещё со времён Киевской Руси в летописях содержались сведения о немцах, которых тогда называли «готами», «варягами» и «норманнами», и очень часто русские княжества вели войны с германцами за землю. К X веку восходят первые сведения о немцах, которые основывали свои колонии в Киевской Руси — в Киеве, Луцке, Владимире-Волынском. После монголо-татарского нашествия в русские княжества устремились ещё больше немцев, которые основывали свои ремесленные и торговые центры, а также помогали отстраивать города. В XVII веке немецкие поселенцы несли службу как в казацком войске Богдана Хмельницкого, так и в войске Царства Русского (выборные полки).

### Российская империя
Во второй половине XVIII века численность немцев на Украине резко выросла с высочайшего разрешения императрицы Елизаветы Петровны, которая попросила немцев помочь развить земли Украины. Екатерина II продолжила политику развития украинских земель и призвала сельское население всех европейских стран переселяться на русские незанятые земли, и, как правило, большая часть иностранцев устремилась в Малороссию (тогдашнее название Украины). В Черниговской области есть по крайней мере шесть поселений, которые были построены немцами с 1763 по 1774 годы. В 1788 году на территорию нынешней Украины прибыли 228 колонистов из Данцига, придерживавшихся лютеранского и менонитского вероисповеданий, которые спасались от преследований Римско-католической церкви. Эти 228 немцев построили города на острове Хортица, а также в Херсонской, Таврийской, Волынской, Киевской, Харьковской и Черниговской губерниях. После второй русско-турецкой войны немцы стали развивать и Крым. Параллельно немцы построили свои поселения и на территории Галичины, Буковины и Закарпатья.
С начала XIX века в Малороссии появились крупные немецкие землевладельцы-предприниматели. Из них особо известным является немецкий герцог Фердинанд Фридрих Ангальт-Кётенский, который в 1828 году выкупил более 40 тысяч десятин земли в Аскании-Новой и 6 тысяч десятин на берегу Черноморья, а в 1856 году перепродал земли колонисту Фейну. Тот, в свою очередь, связал узами брака своих наследников с представителями рода Фальц, и новая семья Фальц-Фейны стала родоначальниками овцеводства в Малороссии. В 1874 году их потомки основали зоосад в этих местах, где позднее были построены Ботанический парк и заповедник «Аскания-Нова». В южной части Малороссии немцы построили более тысячи немецкоязычных начальных школ, педагогических и сельскохозяйских училищ, женских специальных училищ, гимназий и других учебных заведений, где преподавание велось на немецком языке.
После начала Первой мировой войны в 1914 году в Российской империи начались массовые немецкие погромы: русские, опасаясь приближения фронта и массового предательства немцев, проживающих в империи, устроили множество крупных беспорядков в Москве и Петербурге. Царское правительство в 1915 году выселило немцев в Сибирь, и малороссийские немцы не стали исключением, однако через два года Временное правительство разрешило вернуться немцам на свои поселения.

## Австро-Венгрия
Вскоре после присоединения Галиции и Буковины к Габсбургской империи 17 сентября 1781 года был принят «Патент о переселении», который давал льготы всем иностранцам, пожелавшим переселиться на габсбургские земли. Это создало основу для притока на малозаселенные земли, в первую очередь Галиции и Буковины, выходцев из перенаселенных немецких княжеств. С 1782 до конца 1830-х до 3 тыс. немецких семей переселились на Буковину. В Галицию и Буковину также прибывали немецкоязычные чиновники, военные, учителя и т.д. из других австрийских провинций.
С начала XVIII века происходило также переселение немцев и в Закарпатье, где поселились швабы, франконцы, в конце XVIII века — австрийцы из Зальцкаммергута и Нижней Австрии, в середине XIX века  — немцы из Чехии и Спиша.

### Немцы в УССР
В довоенной УССР советская власть первоначально активно поддерживала немецкий язык и культуру в рамках политики коренизации. В 1920-е годы в Украинской ССР был создан ряд немецких национальных районов и национальных сельсоветов. Также немецкий язык активно использовался в школах Украины. В начале 1938 года в Украинской ССР было 512 школ с немецким языком обучения (больше в республике было только русских и украинских школ). Отношение к немцам стало меняться с начала 1930-х годов, их советские власти стали рассматривать как лиц этнически близких к потенциальному противнику — Германии. В 1935 году было принято постановление секретариата ЦК КП(б)У «О реорганизации немецких и польских школ в приграничных районах». В том же году немцы из приграничных районов Украины были переселены в ее восточные территории (например, в Старобельский округ, где для них в 1935—1937 годах создали 4 немецких школы). С 1938 года ликвидация немецкого образования стала повсеместной. 10 апреля 1938 года в УССР вышло постановление, которое предписывало реорганизовать немецкие и другие национальные (кроме украинских) школы в обычные советские школы, а также ликвидировать соответствующие национальные классы и отделения при школах, техникумах и вузах, а Одесский немецкий педагогический институт был преобразован в институт иностранных языков. В марте 1939 года постановлением ЦК КП(б)У были ликвидированы немецкие национальные районы и сельсоветы в Запорожской, Николаевской, Одесской и Сталинской областях. Если в отношении поддержки немецкого языка и культуры ситуация в 1920-е — начале 1930-х годов в целом была позитивной, то в экономическом отношении немецкие колонии (как и советское крестьянство) сильно пострадали от коллективизации, а также от антирелигиозной политики советских властей. Многие из немцев вынуждены были покинуть страну и эмигрировать в США и Канаду. В 1930-е годы массовые репрессии коснулись и немецкой общины: их административно-территориальные единицы, начальные и культурно-образовательные учреждения были упразднены почти полностью.
В сентябре 1939 году численность немцев в Украинской ССР значительно возросла — за счет присоединения Западной Украины. Впрочем рост оказался кратковременным.
16 ноября 1939 года была проведена акция по переселению в Германию лиц германского происхождения с территорий Западной Украины и Западной Белоруссии. Большинство переселяемых были горожанами. До 26 января 1940 года в Германию из Восточной Галиции выехали 55297 лиц (из Львова 26435 чел, Станислава — 10583 человека, Стрыя — 18279 чел.), из Волыни 66297 лиц немецкой национальности.
В годы Великой Отечественной войны немцы были депортированы по распоряжению правительства СССР. Но даже после войны немногие немцы сумели вернуться на свои земли УССР.

## Население

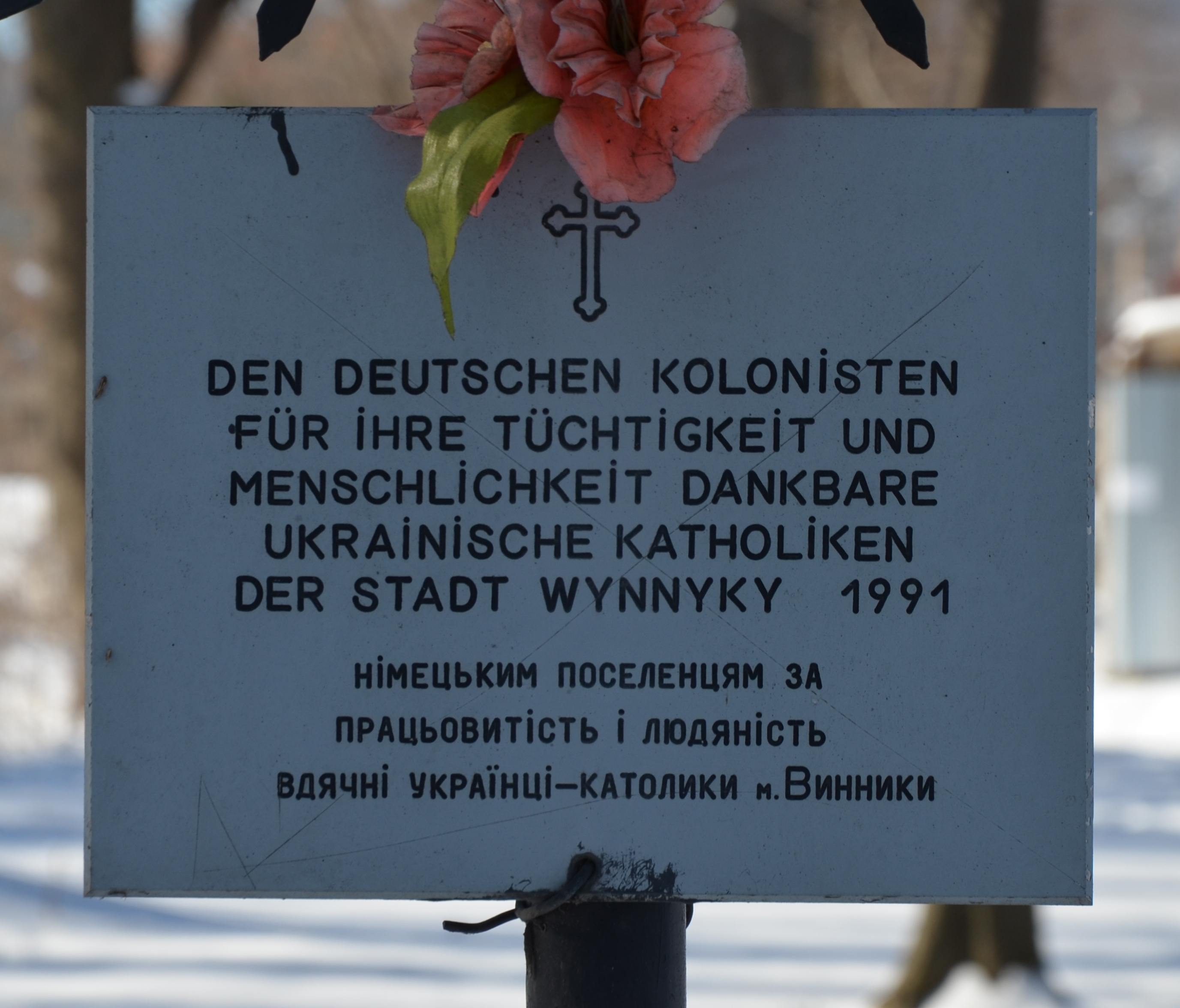
Знак на немецком кладбище города Винники, Львовская область: «Немецким колонистам за их трудолюбие и человечность»

Перепись населения 1989 года показала, что на Украине проживало 37 849 немцев. По данным переписи 2001 года, их число составляет 33 302 человека (0,07 % населения страны).
Большинство немцев проживают в Днепропетровской (16,9 %), Одесской (16,7 %), Закарпатской (9,2 %), Запорожской (6,2 %), Луганской (5,2 %) областях и АР Крым (6,2 %). Около половины немцев проживают в Причерноморье и Приазовье. Компактные группы немцев проживают в Донецкой, Харьковской, Херсонской, Житомирской, Николаевской областях и Киеве.

## Культура, образование и СМИ
На Украине сохранились немецкоязычные школы, основанные ещё в XIX веке колонистами. Специально для немецких школ готовятся педагоги во Львовском университете. Для немецкого населения Крыма и Закарпатья созданы специальные теле- и радиопередачи, на немецком языке работает ГТРК Крым. Существуют 33 национально-культурных общества, в числе которых находятся Организация немцев Украины «Видергебурт», Общество немецкой молодежи «Данпарштадт» и Центр немецкой культуры «Видерштраль» в Киеве.